# براد براش
براد براش ولد في 12 افريل 1986 هو لاعب بيسبول أمريكي محترف سابق. لعب في دور البيسبول الرئيسي م ل ب لصالح فريق سان ديغو بادريس ، . كان براش نجم كل النجوم في عام 2016.